# 吳之鵬
吳之鵬（1545年—？），字汝南，號翼雲，直隸常州府武進縣民籍無錫縣人，明朝政治人物。

## 生平
萬曆元年（1573年）癸酉科應天府鄉試第一百十四名，萬曆五年（1577年）丁丑科會試第一百二十八名，登三甲第一百七十五名進士。歷官处州府、衡州府推官，选授南京戶科給事中，十年冬丁父忧。服阕，十九年五月復除原职。九月出爲福建僉事，二十二年二月陞福建右參議，分守漳南，二十三年六月陞山東副使、管理清軍驛傳。二十九年五月升四川右參政，遷福建按察使，致仕歸。

## 家族
曾祖吳元；祖父吳大倫，曾任陰陽正術；父吳嶔（1517年-1580年），字宗高，號崑麓，丙午举人，曾任汀州府通判。母蔣氏。具庆下。弟吴之美，萬曆己卯科舉人。吴之鵠，镇江卫镇抚。王之珍，庠生。吴之龍，萬曆庚辰進士。從弟吴之城（贡士）。